# القاضي حسين بن محمد
القاضي حسين بن محمد بن أحمد أبو علي المرّوذي المرورّوذي (المتوفى سنة 462هـ الموافق 1069 م،)، شيخ الشافعية في زمانه، وأحد أصحاب الوجوه، تفقه على أبي بكر القفّال، وهو والشيخ أبو علي أنجب تلامذته. وروى عن أبي نعيم الإسفراييني.
قال عبد الغفار: كان فقيه خراسان، وكان عصره تاريخاً به.
وقال الرافعي في «التذنيب»: إنه كان كبيراً غوّاصاً في الدقائق، من الأصحاب الغرّ الميامين، وكان يلقب بحبر الأمة.
وقال النووي في «تهذيبه»: وله «التعليق الكبير» وما أجزل فوائده وأكثر فروعه المستفادة، وله «الفتاوى» المشهورة، وكتاب «أسرار الفقه» وغير ذلك، وممّن أخذ عنه أبو سعد المتولي، والبغوي. قال: ويقال: إنّ أبا المعالي تفقه عليه أيضاً. ومتى أطلق القاضي في كتب متأخري المراوزة فالمراد المذكور.
وقال الإمام النووي: أعلم أنه متى أطلق القاضي في كتب متأخري الخراسانيين كالنهاية، و «التتمة» و «التهذيب» وكتب الغزالي ونحوها، فالمراد القاضي حسين. ومتى أطلق القاضي في كتب متوسط العراقين، فالمراد القاضي أبو حامد المروذي. ومتى أطلق في كتب الأصول لأصحابنا، فالمراد القاضي أبو بكر الباقلاني الإمام المالكي في الفروع. ومتى أطلق في كتب المعتزلة أو كتب أصحابنا الأصوليين حكاية عن المعتزلة، فالمراد به القاضي الجبّائي، والله أعلم.
وقال ابن الأهدل: متى أطلق القاضي في فروع الشافعية فهو هو، وفي كتب أصول أهل السّنّة فهو الباقلاني، وإذا قالوا: القاضيان فهو هو وعبد الجبّار المعتزلي، وإذا قالوا: الشيخ، فهو أبو الحسن الأشعري، وإذا أطلقه الفقهاء، فهو أبو محمد الجويني والد إمام الحرمين. انتهى.